# Scouts of Namibia
Die Scouts of Namibia (zu deutsch etwa Pfadfinder von Namibia) sind ein Pfadfinderverband in Namibia. Er hatte 2010 2845 Mitglieder vor allem in Windhoek, dem Sitz der Organisation.
Die Scouts of Namibia sind seit 1990 Mitglied der World Organization of the Scout Movement.

## Organisation

### Abteilungen
Die Scouts of Namibia sind in vier Orten aktiv. Sie haben vier Abteilungen in Ongwediva, drei in Windhoek, zwei Abteilungen in Tsumeb und eine in Otjiwarongo.

### Altersstufen
Der Verband ist in vier Altersstufen unterteilt.
- Meerkatzen (5–6 Jahre)[4]
- Wölflinge (6–12 Jahre)
- Pfadfinder (12–18 Jahre)
- Ranger und Rover – seit 2006[5] (18–26 Jahre)

### Versprechen
“On my honour I promise that I will do my best: To do my duty to God, and my Country; To help other people at all times; To obey the Scout Law.”

„Auf meine Ehre verspreche ich, dass ich mein Bestes tun werde: Meine Pflicht gegenüber Gott und meinem Land zu erfüllen; Andere Menschen zu allen Zeiten zu helfen;  Dem Pfadfindergesetz gehorchen.“